# Jamie Whincup

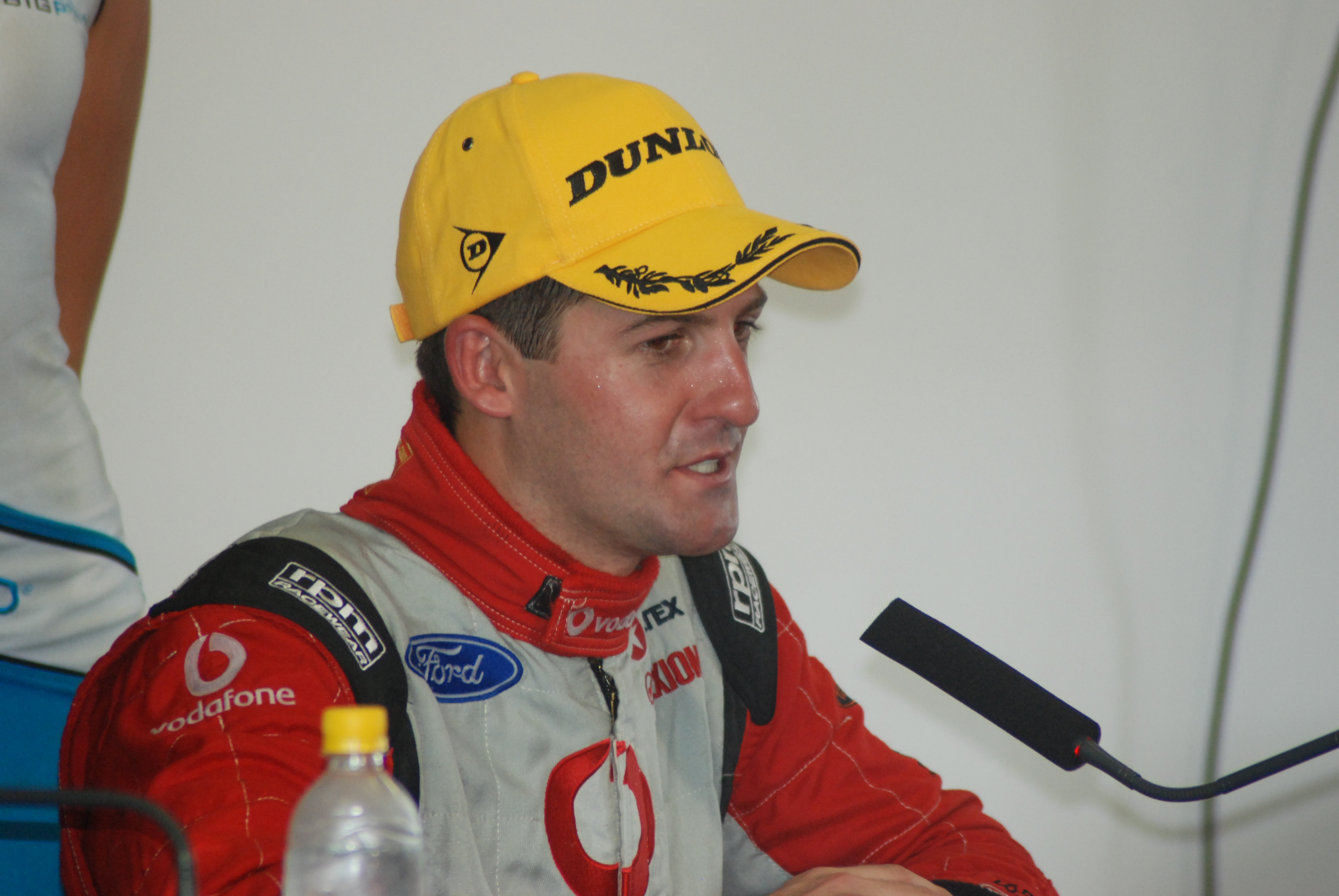
Jamie Whincup (2007)

Jamie Whincup (nasceu em 6 de fevereiro de 1983 (42 anos) é um piloto australiano que compete na categoria Supercars Championship. Ele atualmente dirige o número 88 da Holden ZB Commodore pela Triple Eight Racing Engineering. Ele tem o recorde de 7 títulos na categoria, 123 vitórias, mais 4 Bathurst 1000 e uma vitória nas 12 horas de Bathurst.

## Sua vida
Jamie Whincup morava em Melbourne, na Austrália, com seus pais Sandra Whincup e David Whincup. Ele frequentou o Elthham College in Research, Victoria. Whincup uma vez morou com seu companheiro de viagem, Will Davison.

## Carreira de piloto

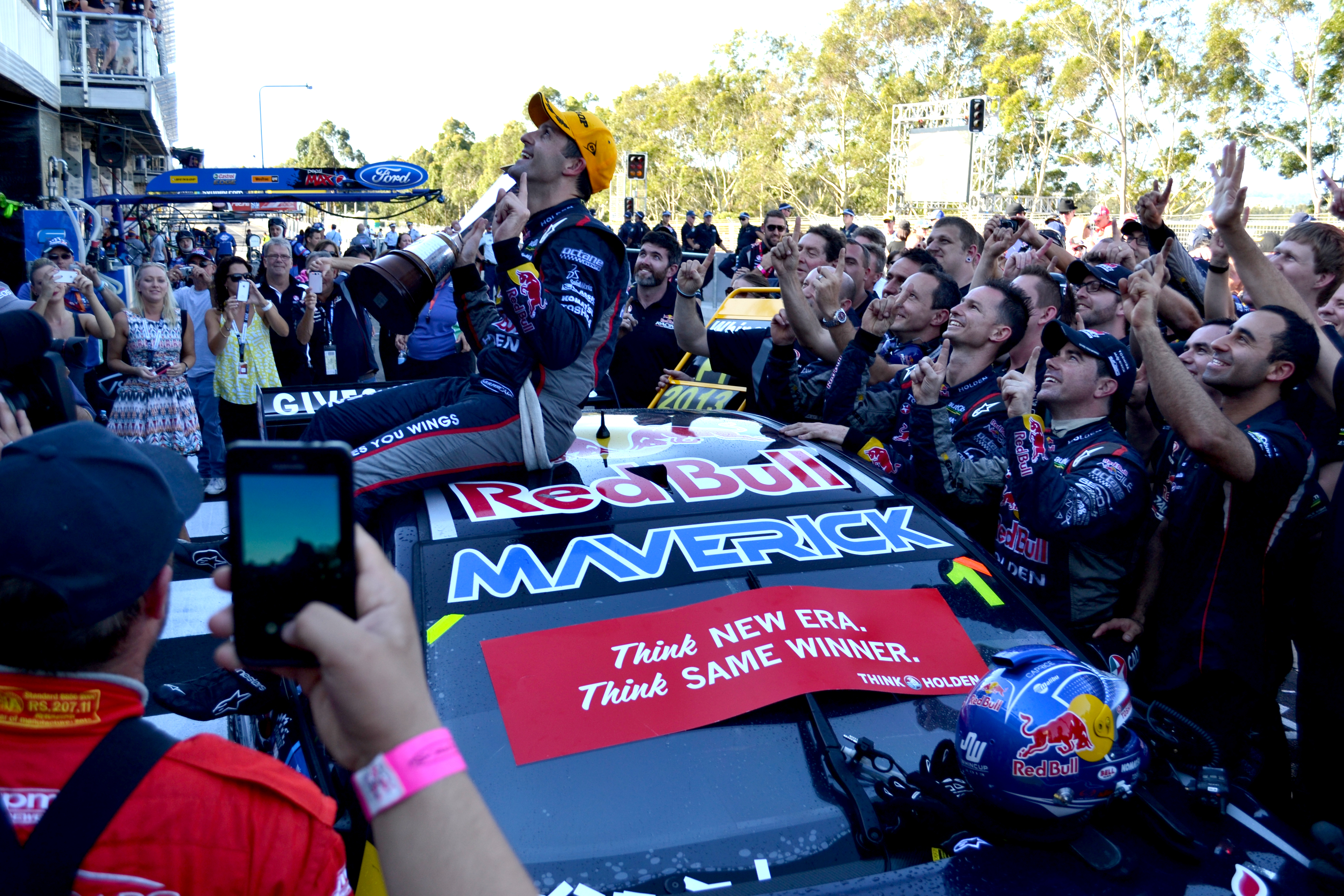
Jamie Wincup vence o Campeonato V8 Supercar de 2013 pela Red Bull Racing Austrália

#### Carreira júnior
Em 2001, Whincup embarcou no Campeonato Australiano de Fórmula Ford com uma equipe dirigida por seu pai e Tio Graeme (uma ex-estrela do Sports Sedan) com o apoio mecânico de seu colega piloto de V8SC, Greg Ritter, correndo com a equipe Mygale na Fórmula Ford. Depois de terminar em terceiro em seu ano de estreia, ele se mudou para a Sonic Motorsport (proprietário Michael Ritter, irmão de Greg Ritter) para a temporada de 2002 e passou a ganhar o campeonato de forma convincente, o que lhe garantiu seu primeiro V8SC com Garry Rogers Motorsport.

##### 2002
Whincup fez sua estreia na Supercars em 2002 como co-piloto de enduro da Garry Rogers Motorsport. Seu primeiro evento foi no Queensland 500 de 2002 dirigindo um Holden VX Commodore com Max Dumesny. Ele fez sua estreia em Bathurst 1000 na próxima rodada, dirigindo com Mark Noske. Whincup e Noske completaram 72 voltas antes de se retirarem da corrida na sequência de uma colisão.
2003
Whincup continuou com Garry Rogers Motorsport em 2003 e completou sua primeira temporada de V8SC em tempo integral.
Tasman Motorsport
Whincup conseguiu uma corrida em tempo integral em 2005 com a Tasman Motorsports, com sede em Melbourne. Ele teve muitos resultados sólidos ao longo da temporada, incluindo um quarto na rodada única chinesa no Circuito Internacional de Xangai, um terceiro no Sandown 500 e, mais notavelmente, o segundo nos eventos de resistência Bathurst 1000 com o companheiro de equipe Jason Richards depois de liderar no final da corrida.
Triple Eight Racing Engineering
2006
Em 2006, Whincup saltou de Holden para a Ford e juntou-se à Triple Eight Race Engineering ao lado de Craig Lowndes. Whincup teve uma primeira temporada estelar, vencendo as duas maiores corridas da temporada, o Clipsal 500 e o Supercheap Auto Bathurst 1000, este último como co-piloto de Craig Lowndes. Depois de alguns incidentes e falta de confiabilidade, Whincup terminou o campeonato em uma décima posição. Um pouco decepcionante no final do ano.
2007
Em 2007, Whincup voltou com a mesma equipe que foi rebatizada de TeamVodafone e comemorou várias vitórias, incluindo um segundo título Bathurst 1000 ao lado do companheiro de equipe Craig Lowndes e do novo engenheiro Mark Dutton. Whincup terminou em segundo no título de piloto com apenas dois pontos para Garth Tander da equipe HSV Dealer Team. Whincup começou a atuar como mentor como parte do Programa de Desenvolvimento Juvenil da TeamVodafone e como co-embaixador da Fórmula Ford Austrália ao lado de Will Davison. Sua vitória na primeira rodada em 2007, em um Winton inundado, foi a vitória na primeira rodada do ano por um piloto da Ford. Ele comemorou sua 50ª largada no V8 Supercars Championship e sua pole position inaugural na pista de testes da Triple Eight Race Engineering, Queensland Raceway. Whincup assumiu a liderança do campeonato após uma defesa bem-sucedida de sua coroa e de Lowndes. Bathurst 1000, chegando apenas semanas depois de se juntar a Lowndes para ganhar o último Sandown 500 até 2012. Entrando em Surfers Paradise para o Indy 300 com a liderança da série de Garth Tander, um dia difícil no domingo com um giro na corrida final viu a liderança reverter para Tander, que venceu a rodada. Whincup então teve um fim de semana decepcionante no Desert 400 no Circuito Internacional do Bahrein, onde o fraco ritmo de qualificação para a Triple Eight Racing Engineering foi agravado por uma série de três corridas marcadas por pequenos acidentes, e ele levou zero pontos. Tander e Craig Lowndes tiveram fins de semana bastante bons, colocando Tander na liderança da série sobre Lowndes na corrida de Symmons Plains na Tasmânia. Tander apoiou suas duas vitórias anteriores na Tasmânia com uma vitória na corrida 1 dominante no sábado, mas uma parada lenta na corrida dois o deixou em décimo, antes do desastre na corrida três depois de tocar em Steven Richards, ele quebrou sua direção e foi eliminado. Whincup venceu ambas as corridas e dirigiu-se à Grande Final em Phillip Island no fim de semana de 1–2 de dezembro com uma liderança de campeonato de sete pontos. Whincup falhou em manter sua margem estreita em Phillip Island; depois que Garth Tander venceu as duas primeiras corridas, Whincup enfrentou uma desvantagem de sete pontos. Depois da corrida final, Whincup terminou em segundo, atrás de Todd Kelly e dois lugares à frente de Tander, mas ficou a apenas dois pontos do título. No Jantar de Gala do V8 Supercars de 2007, no final da temporada de 2007, Whincup recebeu a Medalha Barry Sheene, considerada o prêmio "Melhor e Mais Justo" para V8 Supercars.
2008
Whincup venceu o Clipsal 500 de 2008 em Adelaide e venceu mais seis rodadas depois disso, incluindo o Bathurst 1000 pelo terceiro ano consecutivo. Durante uma entrevista pós-corrida em Symmons Plains, Whincup girou o carro em uma vala enquanto tentava realizar algo especial. Ele conquistou seu primeiro campeonato após vencer a primeira corrida na rodada final no Oran Park Raceway, e foi premiado com a Medalha Barry Sheene pelo segundo ano consecutivo no V8 Gala Awards.
2009
Em 2009, Whincup defendeu com sucesso seu título em um novo Ford FG Falcon, incluindo vitórias em Adelaide, Hamilton, Tasmânia, Darwin, Townsville, Queensland, Phillip Island e Barbagallo. Apesar da má sorte nas corridas de resistência e na Gold Coast, Whincup foi capaz de juntar tudo no Parque Olímpico de Sydney e se tornou o primeiro campeão consecutivo desde Marcos Ambrose em 2003 e 2004.  
2010-2012
Em 2010, a Triple Eight Racing Engineering mudou para Holden VE Commodore quando a Ford cortou o patrocínio. Whincup venceu as primeiras quatro corridas da temporada e Hamilton, mas uma sequência de azar na pista de Queensland e Winton o viu abandonar a liderança do campeonato pela primeira vez em dois anos e ficou em segundo na tabela de pontos, logo à frente companheiro de equipe Craig Lowndes em terceiro. Ele ficou perto de se tornar um tricampeão, o próximo tricampeão consecutivo depois de Mark Skaife de 2000 a 2002 e o segundo homem a ganhar o campeonato de pilotos em um Ford e Holden depois de Norm Beechey, mas devido a um multi acidente de carro na 25ª corrida da temporada no Sydney Telstra 500 em tempo úmido, seu carro foi seriamente danificado e não pôde continuar. Na 26ª e última corrida da temporada, ele estava fora de alcance para marcar pontos suficientes para tirar a liderança de James Courtney e terminar em 2º na temporada. 
Em 2011, Whincup recuperou o campeonato de James Courtney, tornando-se o primeiro Campeão Internacional de V8 Supercars e tornou-se tricampeão. Whincup venceu corridas em Abu Dhabi, Adelaide, Perth, Winton, Townsville, Gold Coast, Tasmânia e Sandown. O título que desceu para a corrida final em Sydney, onde Whincup venceu o companheiro de equipe Craig Lowndes por 35 pontos. A temporada estelar da Triple Eight Race Engineering valeu-lhes o primeiro lugar no Campeonato de Equipes, o seu segundo Campeonato de Equipes com Holden.
A temporada de 2012 viu Whincup juntar-se a Bob Jane, Allan Moffat e Jim Richards como campeão da série de quatro vezes. Doze vitórias em Adelaide, Symmons Plains, Hidden Valley, Townsville, Sydney Motorsport Park, Abu Dhabi e Winton, e também as corridas de resistência marcantes, o Bathurst 1000 e o Gold Coast 600 resultaram em uma vitória de campeonato de 339 pontos sobre seu companheiro de equipe Lowndes.

2013
A temporada de 2012 foi a última do duopólio Holden / Ford na V8 Supercars, já que 2013 veria um novo desafio surgir na forma de dois fabricantes extras - Nissan e Mercedes-Benz. Whincup ficaria com a Triple Eight Race Engineering e Holden, mas com um novo visual - a Red Bull substituiu a Vodafone como patrocinador principal, com a equipe a ser conhecida como Red Bull Racing Australia. [13]
Apesar da nova era aumentar a competitividade em todo o campo e da temporada ter 13 vencedores de corrida separados, Whincup mais uma vez provou ser dominante. Ele venceu 11 das 34 corridas, vencendo na Nova Zelândia, Barbagallo, Hidden Valley, Ipswich, Sandown, Phillip Island e Homebush. Ele também foi vitorioso na primeira partida da série para os Estados Unidos, no Circuito das Américas, vencendo três das quatro ocasiões. Ele mais uma vez eclipsou Lowndes na tabela de pontos e ganhou o quinto título, colocando-se ao lado de Ian Geoghegan, Dick Johnson e Mark Skaife em termos de sucessos no campeonato.

2014-2020
Em 2014, Whincup conquistaria o sexto título (um recorde). Mais uma vez em parceria com Paul Dumbrell, ele perdeu por pouco o título de Bathurst 1000 pelo segundo ano consecutivo. Depois de uma batalha de volta final com Mark Winterbottom em 2013, desta vez ele perdeu para o companheiro de equipe da Ford Performance Racing, Chaz Mostert, porque ficou sem combustível. Ele, no entanto, ganhou a Enduro Cup com Dumbrell como a combinação de pilotos de maior sucesso entre os eventos de enduro. 
Durante 2015 em Bathurst, Whincup liderou a corrida no meio, apenas para terminar atrás do companheiro de equipe Lowndes graças a um problema no sensor do acelerador que exigiu uma longa parada. Ele ainda estava atrás de Lowndes quando o período crucial do Safety Car chegou na volta 138, e decidiu ficar de fora por uma volta extra, em vez de ficar atrás de Lowndes no pit-lane, apesar de ter sido solicitado para ir ao box pela equipe Red Bull. Foi durante aquela volta que ele fez um passe ilegal no Safety Car, um passe que lhe rendeu uma penalidade de drive-through e arruinou qualquer chance de tirar um resultado decente de Mount Panorama. Depois da corrida, Whincup aceitou a responsabilidade total depois que uma penalidade no final da corrida por ultrapassar o Safety Car custou a ele uma chance pela quinta vitória de Bathurst 1000. Whincup interpretou erroneamente uma ligação que o viu passar ilegalmente o Safety Car subindo a Mountain Straight enquanto as paradas finais críticas estavam se desenrolando. Whincup terminou em quinto lugar no campeonato, 599 pontos atrás do rival de longa data, Winterbottom, após uma temporada difícil.
Em 2016, Whincup se tornou o segundo piloto na história dos Supercars / ATCC a vencer 100 corridas, sendo o outro o companheiro de equipe da Triple Eight, Lowndes, no Sydney Motorsport Park. A estratégia da Triple Eight de fazer as primeiras paradas com todos os três carros rendeu dividendos enquanto a equipe avançava para sua sétima vitória consecutiva. No Bathurst 1000, Whincup não venceria, apesar de ser o primeiro a cruzar a linha de chegada, devido a uma penalidade de tempo após uma colisão com Scott McLaughlin e Garth Tander. Esta pena foi posteriormente apelada pela Triple Eight Race Engineering, mas o caso foi julgado improcedente nove dias após a corrida.
Em 2017, a Triple Eight se tornou o time oficial de fábrica da Holden sob a bandeira Red Bull Holden Racing Team. Whincup e Triple Eight ficaram na sombra de Dick Johnson Racing e Team Penske sendo eliminado e superado por seus pilotos Scott McLaughlin e Fabian Coulthard. Whincup, no entanto, provou, apesar da falta de poles e vitórias para seus padrões, que consistência foi a chave para sua eventual vitória no campeonato, que ele registrou na corrida final em Newcastle, depois que McLaughlin recebeu 3 pênaltis, deixando-o para trás da 11ª posição que precisava para vencer o campeonato. Whincup não só ganhou seu sétimo título (recorde), mas também a vitória final para o Commodore de construção australiana.
Em 2018, Whincup era um dos 14 pilotos em campo dirigindo o Holden ZB Commodore. Durante o dia de abertura do Adelaide 500, Whincup ofuscou uma emocionante sessão de qualificação e deslizou por um varredor de alta velocidade em sua última volta de qualificação, batendo na parede de concreto externa. Seu companheiro de equipe, Shane van Gisbergen, reivindicou 2 poles provisórios e venceu 2 corridas. Mas Whincup terminou em 6º na corrida 1 e falhando em uma falha de transmissão terminou em 26º na corrida 2. No Circuito do Grande Prêmio de Melbourne, Whincup largou em 2º e terminou em 2º na corrida 3. Ele assumiu o polesitter e reivindicou na corrida 4 abriu sua vitória. Whincup terminou em segundo na corrida 5 e terceiro na corrida 6, ele levou o Troféu Larry Perkins inaugural por ser o maior artilheiro do fim de semana, mas ficou desapontado com sua largada na final. Após maus desempenhos em Phillip Island, Barbagallo e Winton, Whincup terminou em 3º em Hidden Valley. Whincup marcou a 10ª corrida do Townsville Street Circuit ao obter sua 10ª vitória na corrida de forma dominante. Whincup assumiu a liderança de McLaughlin na segunda volta e controlou os procedimentos para o equilíbrio das 70 voltas, liderando por mais de 10 segundos na maior parte delas. Na Tailem Bend durante o evento, Whincup venceu a corrida 23 do The Bend Motorsport Park à frente de van Gisbergen, com David Reynolds em terceiro. Em 16 de setembro, Whincup e um co-piloto Dumbrell lideraram do início ao fim e varreram o pódio do Sandown 500 para um esquadrão dominante Triple Eight Holden, com o início da Enduro Cup. Em 7 de outubro de 2018 em Bathurst, Dumbrell perdeu a roda dianteira direita antes de cair direto no pit quando o campo foi para a esquerda em Hell Corner. Whincup terminou em 10º e a maldição continuou no domingo, quando o V8 imortal sofreu outra falha de 1000 km.
Whincup conquistou sua primeira vitória na seca do Ipswich SuperSprint ao vencer em uma corrida de abertura cheia de ação em Queensland Raceway após os fins de semana mais difíceis que teve com a Triple Eight. Na Corrida 24 em Pukekohe, Whincup foi pego incorretamente pelo Safety Car, apesar de estar mais para trás no campo devido a já ter feito seu primeiro pit stop obrigatório, o que o levou a ultrapassá-lo sem permissão. Whincup pegou a bandeira quadriculada na 16ª posição e caiu para a 20ª imediatamente após cumprir sua punição. Em novembro de 2019, Whincup herdou a liderança e venceu a corrida com Craig Lowndes, uma repetição de sua vitória juntos em 2007 e sua quinta e sexta vitórias da corrida, respectivamente, com Scott McLaughlin conquistando campeonatos sucessivos. Ele ganhou 5 vitórias em corridas e reivindicou o 3º lugar na classificação do campeonato.
Na temporada de 2020, a General Motors anunciou que a marca Holden será aposentada em 2021.Em 22 de fevereiro, Jamie Whincup venceu a primeira corrida no Superloop Adelaide 500 e se tornou a 119ª vitória em corrida da carreira foi sua 86ª em Holden, movendo-se um à frente do ex-companheiro de equipe do Triple Eight que se tornou co-piloto, Craig Lowndes ,na contagem de todos os tempos. Na rodada final do Bathurst 1000, Whincup batalhando com Brodie Kostecki e Chaz Mostert quando correu para longe no The Cutting e bateu na parede na volta 33. Lowndes, que tinha acabado de pular da entrada # 888, foi filosófico sobre o batida. É a primeira vez desde 2002 que Whincup e Lowndes sofreram um DNF e reivindicam 5 vitórias e 4º no campeonato devido à pandemia de COVID-19.
Corrida de GT
Em 5 de fevereiro de 2017, Whincup dirigiu e venceu sua primeira corrida GT quando se juntou a Lowndes e o piloto finlandês Toni Vilander para vencer o Liqui Moly Bathurst 12 horas de 2017 ao dirigir uma Ferrari 488 GT3 para Maranello Motorsport. Ao vencer as 12 Horas de Bathurst, Whincup juntou-se ao companheiro de equipe do Triple Eight, Craig Lowndes, e também a Gregg Hansford, Allan Grice, Tony Longhurst, John Bowe, Dick Johnson, Paul Morris e Jonathon Webb como vencedores das corridas Bathurst 1000 e as 12 Horas de Bathurst.

## Carreira de negócios
Em 2016, Whincup abriu Loca Cafe, um café e empresa de lavagem de carros, em Hope Island, Queensland.
Em 2018, Whincup assumiu uma participação de 15% na Triple Eight Race Engineering.

## Vida pessoal
Whincup mora em Hope Island em Queensland, perto de seu empreendimento Loca Cafe. Whincup apareceu na primeira temporada do reality show Australia's Greatest Athlete em 2009.

## Resultados na carreira
| Temporada | Competição                           | Posição | Carro                | Equipe |
| --------- | ------------------------------------ | ------- | -------------------- | ------ |
| 2000      | Victorian Formula Ford Championship  | 5       | Van Diemen RF94 Ford |        |
| 2001      | Australian Formula Ford Championship |         |                      |        |
| 2002      |                                      |         |                      |        |

1. ↑  «Ten of the best». Supercars (em inglês). Consultado em 22 de junho de 2021
2. ↑  «V8 SuperCars Australia: Dupla Craig Lowndes/ Jamie Whincup vence a Bathurst 1000 | SpeedRacing.com.br». www.speedracing.com.br. 14 de outubro de 2007. Consultado em 22 de junho de 2021
3. ↑  «V8 Supercars Australia: Garth Tander leva a taça de 2007 | SpeedRacing.com.br». www.speedracing.com.br. 13 de dezembro de 2007. Consultado em 22 de junho de 2021
4. ↑  «2008 Clipsal 500». Wikipedia (em inglês). 28 de maio de 2021. Consultado em 22 de junho de 2021
5. ↑  «V8 Supercars Australia: Dupla Craig Lowndes/ Jamie Whincup vence pela terceira vez consecutiva a Bathurst 1000 | SpeedRacing.com.br». www.speedracing.com.br. 14 de outubro de 2008. Consultado em 22 de junho de 2021
6. ↑  «V8 Supercars Australia: Jamie Whincup é tri-campeão | SpeedRacing.com.br». www.speedracing.com.br. 7 de dezembro de 2011. Consultado em 22 de junho de 2021
7. ↑  «Recorde para Whincup no Supercars». A Mil por Hora. 23 de agosto de 2017. Consultado em 23 de junho de 2021
8. ↑  «Coronavírus no esporte: os eventos que já foram afetados pela pandemia». VEJA. Consultado em 23 de junho de 2021